# Lasaia
Genre
Lasaia est un genre d'insectes lépidoptères de la famille des Riodinidae.

## Dénomination
Le nom Lasaia leur a été donné par Henry Walter Bates en 1868.

## Liste des espèces
- Lasaia aerugo Clench, 1972; présent au Pérou.
- Lasaia agesilas (Latreille, 1809); présent au Costa Rica, à Panama, au Venezuela, à Trinité-et-Tobago, en Guyana, en Colombie, en Équateur,  en Bolivie, au Paraguay, au Pérou et au Brésil.
- Lasaia arsis Staudinger, 1888; en Colombie, au Venezuela, en Équateur, en Bolivie, au *Brésil et au Pérou.
- Lasaia cutisca Hall & Willmott, 1998; en Équateur
- Lasaia incoides (Schaus, 1902); au Paraguay, en Argentine et au Brésil.
- Lasaia kennethi Weeks, 1901; présent en Bolivie.
- Lasaia lalannei Gallard 2008
- Lasaia maria Clench, 1972; présent au Mexique et au Guatemala.
- Lasaia maritima Hall & Lamas, 2001; présent  au Pérou.
- Lasaia meris (Stoll, [1781]); présent au Mexique et en Amazonie.
- Lasaia moeros Staudinger, 1888; en Colombie, au Venezuela, en Équateur
- Lasaia oileus Godman, 1903; présent au Honduras, à Panama, à Trinité-et-Tobago, en Guyane, au Brésil, au Paraguay, au Pérou et au Brésil.
- Lasaia pseudomeris Clench, 1972; présent au Costa Rica, à Panama, au Venezuela, en Colombie, au Pérou et en Amazonie.
- Lasaia sessilis Schaus, 1890; présent au Mexique, au Costa Rica et au Guatemala.
- Lasaia sula Staudinger, 1888; présent dans le sud du Texas, au Mexique, au Costa Rica et au Honduras.

### Source
- Lasaia sur funet